# Torboszló
Torboszló falu Romániában, Maros megyében. Közigazgatásilag Nyárádmagyarós községhez tartozik.

## Története
A falu nevét első írásos említésekor, az 1567. évi Regestrumban, Torbozlo alakban, 10 portával jegyezték. A nevet egyes felfogások szerint, szláv eredetűnek tartják. A hagyomány szerint, az előtte Égszín nevű falut nevezték át egy ‘több rossz ló’-val vívott csata után.

## Nevezetességei
- Református temploma, amely 1837 és 1838 között épült.

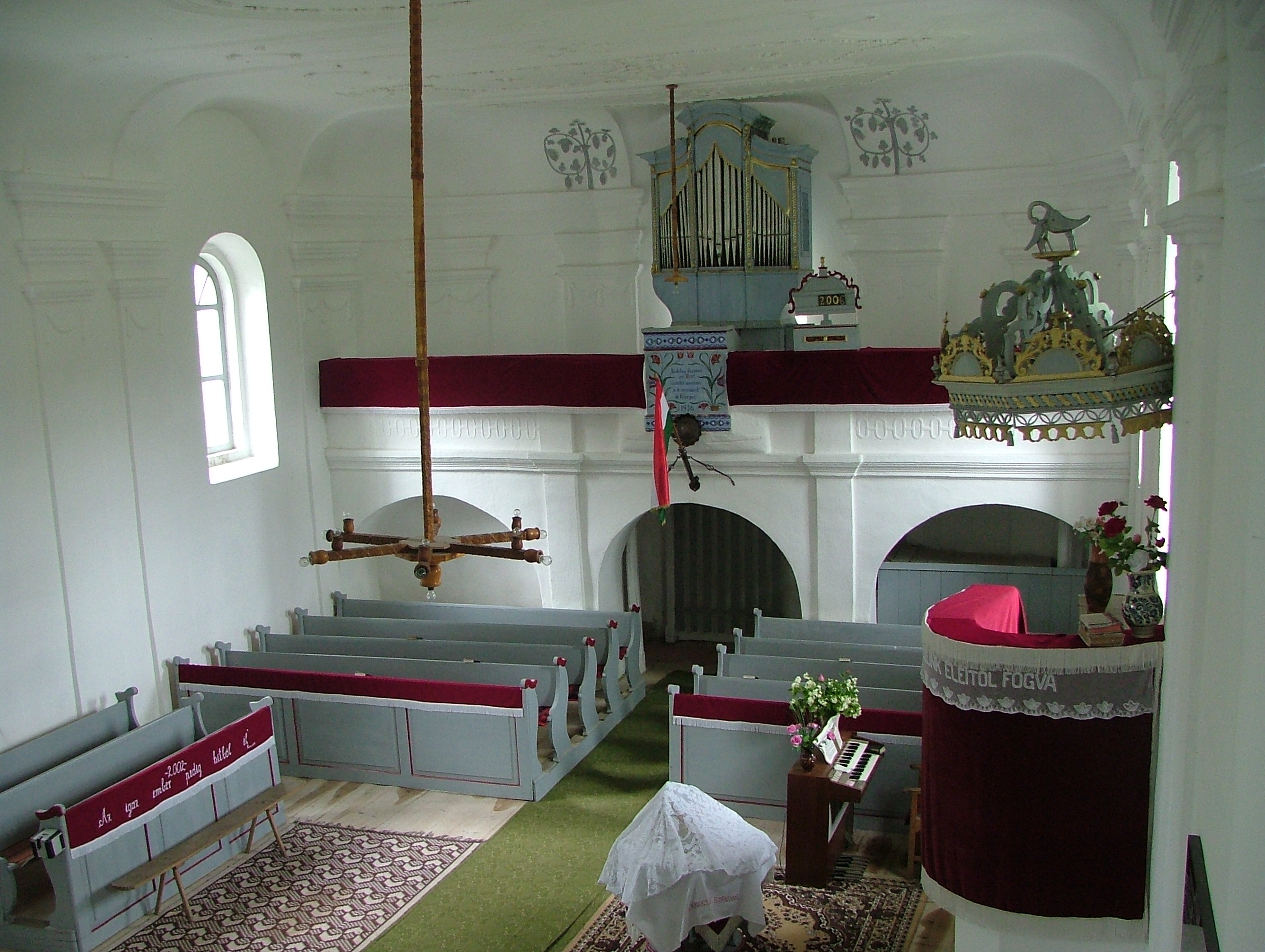

Torboszlói népművészeti gyűjtemény magyar, szász és román népművészeti alkotásokkal.

## Neves személyek
- A faluban született 1913-ban T. Tóth Sándor egyetemi docens, matematikatörténész. 2007-ben hunyt el Kolozsvárott.